# Бичиникко

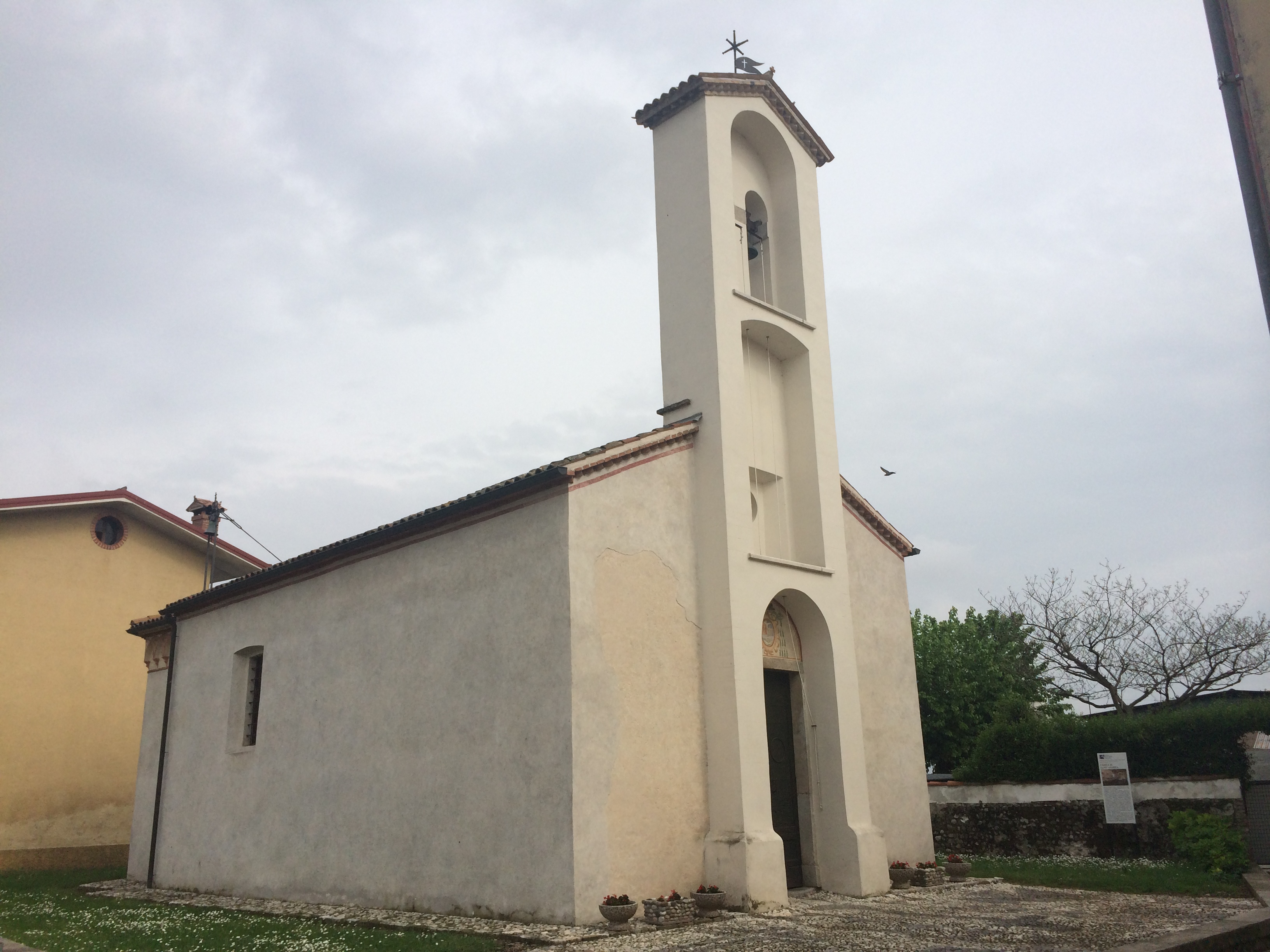
Храм св.Андрея, Griis

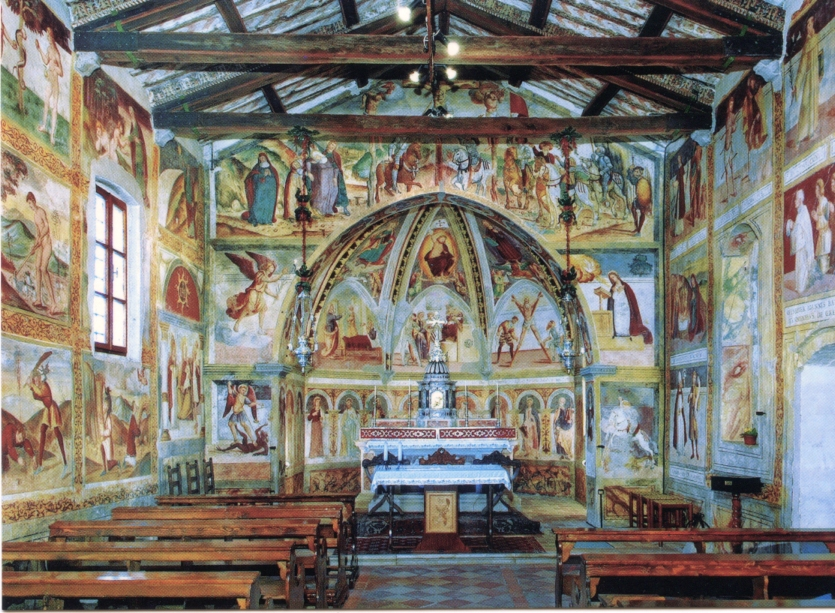
Внутри храма св.Андрея, Griis

Бичиникко (итал. Bicinicco) — коммуна в Италии, располагается в регионе Фриули-Венеция-Джулия, в провинции Удине.
Население составляет 1911 человек (2008 г.), плотность населения составляет 122 чел./км². Занимает площадь 15 км². Почтовый индекс — 33050. Телефонный код — 0432.
Покровителями коммуны почитаются святые апостолы Пётр и Павел, празднование 29 июня.

## Демография
Динамика населения:

## Администрация коммуны
- Официальный сайт: http://www.comune.bicinicco.ud.it/